# Musikzentrum Sedel

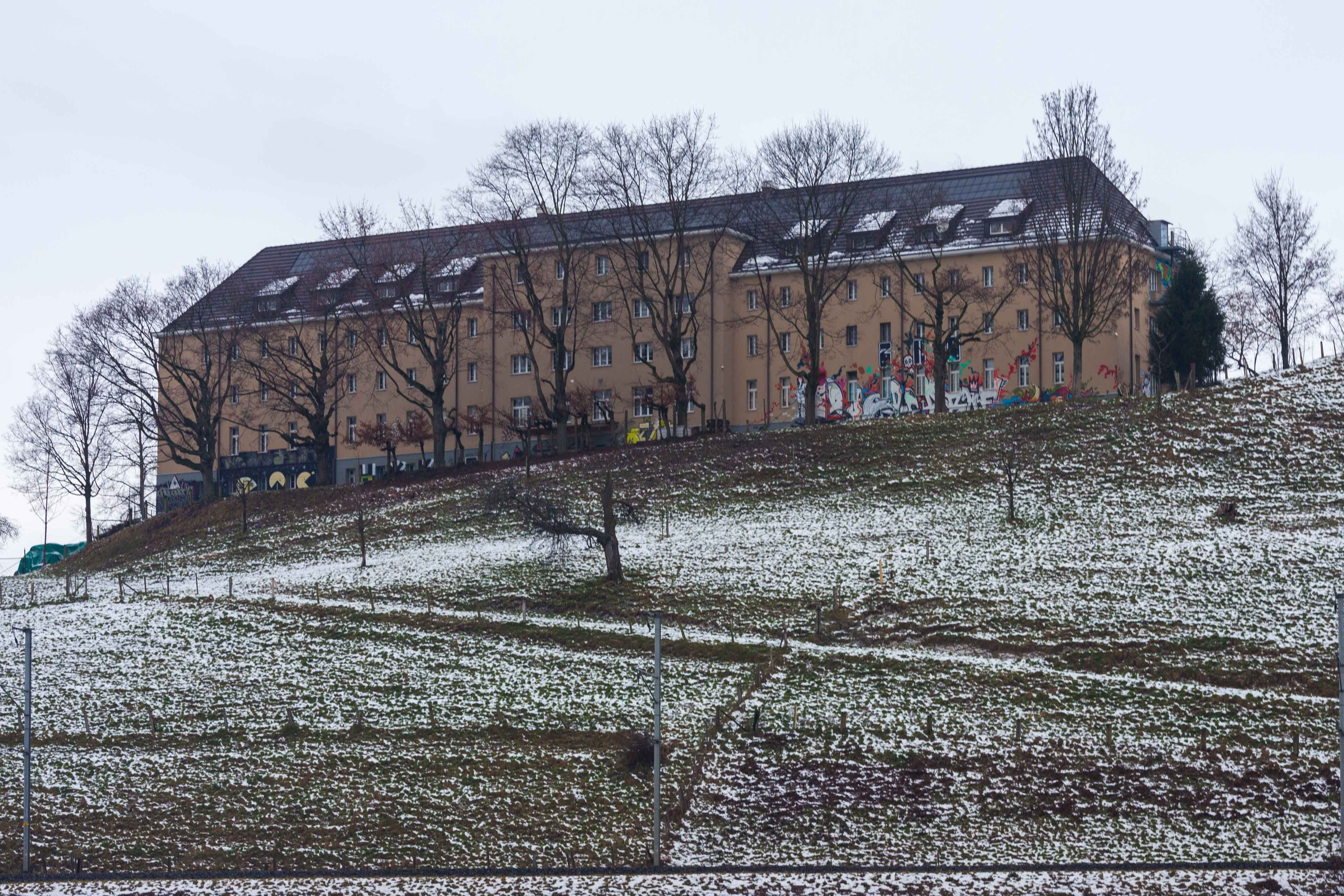
Musikzentrum Sedel in Luzern

Das Musikzentrum Sedel (Luzerndeutsch: Sädel) ist ein Veranstaltungsort für Konzerte am nördlichen Stadtrand von Luzern. Es bietet zudem Räumlichkeiten für Proben und Ateliers. Das Gebäude liegt auf dem Gebiet von Rathausen (Gemeinde Ebikon) auf einer Hügelkuppe oberhalb des Rotsees. Der Veranstaltungsraum The Club bietet Platz für 250 Personen.

## Geschichte
Der Sedelhof gehörte ursprünglich zum ehemaligen Kloster der Zisterzienserinnen in Rathausen. 1838 wurde das Gebäude vom Kanton Luzern gekauft. Anfangs wurde es noch als Arbeitshof des Zuchthauses genutzt, von 1884 bis 1975 dann als kantonale Strafanstalt. Von 1932 bis 1934 erfolgte der Neubau; das Gebäude wurde bis 1971 unterhalten. Nach der Schliessung der Strafanstalt wurde der Sedel bis 1980 hauptsächlich als Aktendepot für verschiedene Amtsstellen genutzt.
Im Zuge der Protestbewegungen der 1980er-Jahre und dem nach dem Brand des Kriegerhauses immer knapper werdenden Raum für die Musikszene in Luzern und einer auf den 7. Februar 1981 angesagten Demonstration (an der die beiden Luzerner Bands Crazy und MAD live auftraten) reagierte die Stadt Luzern und verhandelte mit dem Kanton Luzern über die Nutzung des Sedels als Probelokal für Musiker in Luzern. Am 19. Januar 1981 wurde der Osttrakt an die Stadt Luzern abgetreten. Nach einer Renovation der Innenräume wurde er am 15. April 1981 der Interessengemeinschaft Luzerner Musiker (ILM) übergeben. 1983 wurde auch der Westtrakt renoviert und wird seither ebenfalls von der ILM verwaltet.
Seither wird das ganze Gebäude für Konzerte und Musikproben genutzt. Etliche der ursprünglichen Zellen werden als Ateliers vermietet.
Der Sedel ist nicht mit dem öffentlichen Verkehr erschlossen. Ein Angebot, an welchem an Veranstaltungstagen ein Shuttlebus fuhr (durch die ILM selbst betrieben), wurde Ende 2024 eingestellt. Dieser verband das Stadtzentrum von Luzern mit dem Lokal.  